# 博根湖
52°46′22.68″N 13°31′50.8″E / 52.7729667°N 13.530778°E

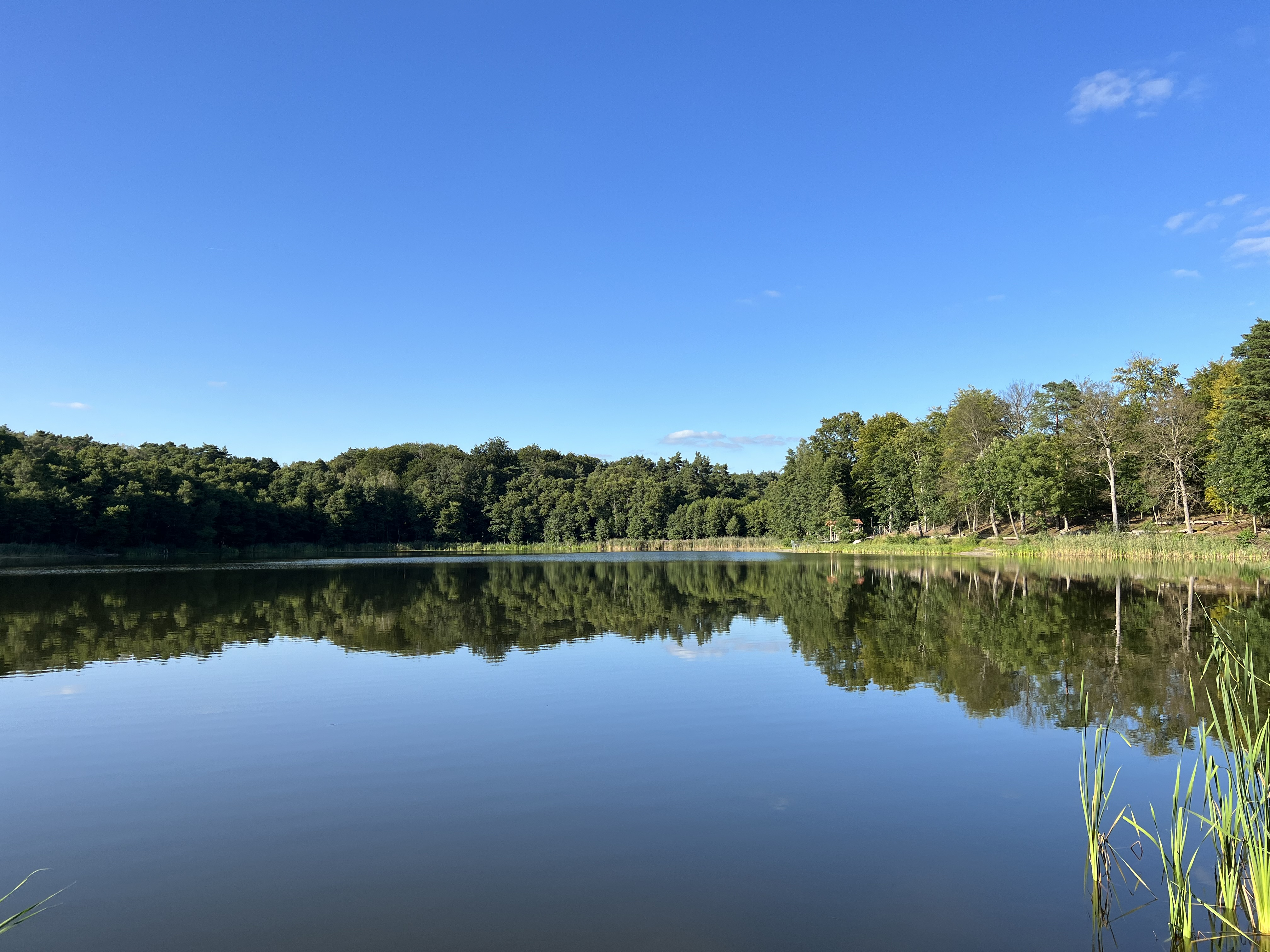

博根湖（德語：Bogensee），是德國的湖泊，位於該國東北部，由勃蘭登堡州負責管轄，處於萬德利茨，距離首都柏林約15公里，面積0.09平方公里，最大水深2.5米。